# Jorge Castañeda y Álvarez de la Rosa

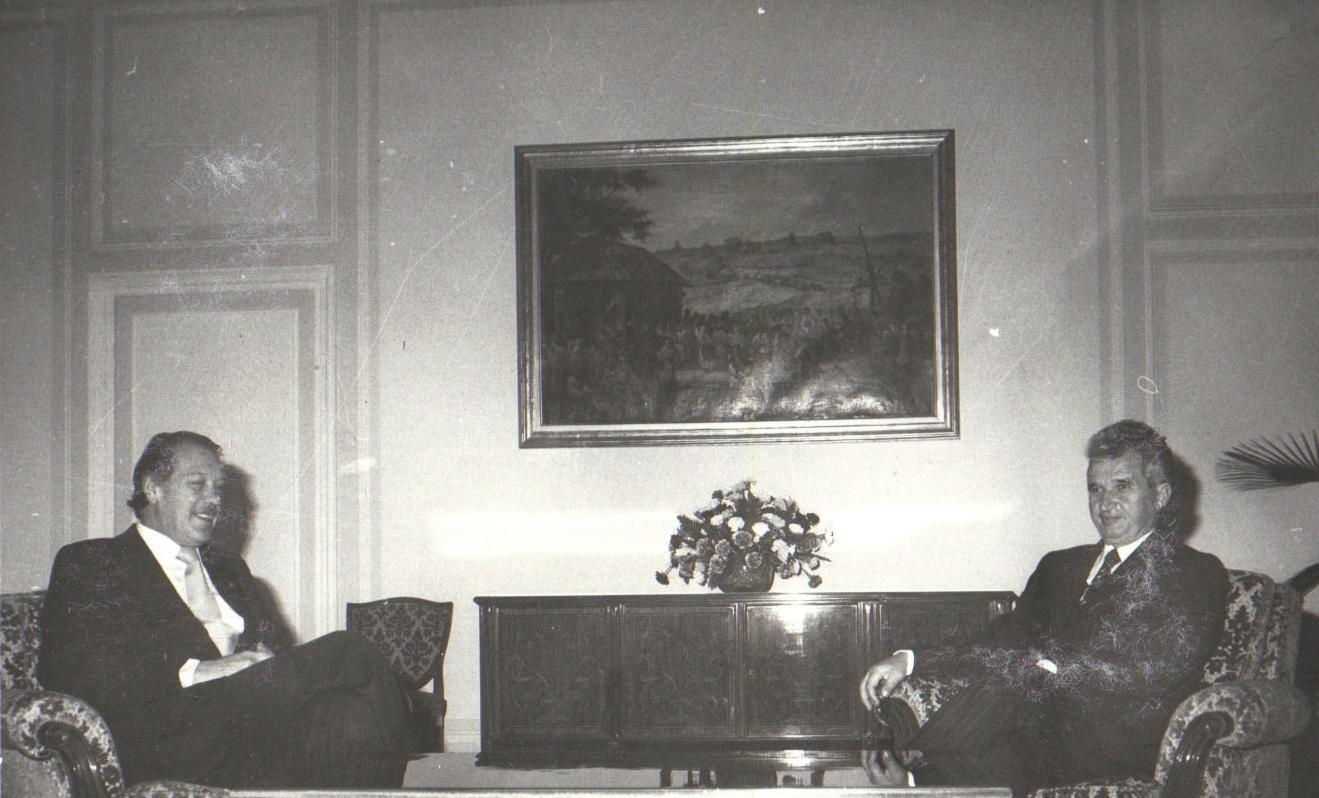
Jorge Castañeda y A. de la R. (izq.) y Nicolae Ceauşescu, en 1979.

Jorge Castañeda y Álvarez de la Rosa (Ciudad de México, 1 de octubre de 1921-Ciudad de México, 11 de diciembre de 1997) fue un diplomático mexicano. Fue secretario de Relaciones Exteriores durante el sexenio de José López Portillo entre 1979 y 1982. Su hijo, Jorge Castañeda Gutman, también fue secretario de Relaciones Exteriores durante el sexenio de Vicente Fox.
Tuvo estudios en Derecho en la UNAM, y fue profesor en la misma, en El Colegio de México y en la Escuela Libre de Derecho. También se desempeñó como embajador ante Francia, Egipto, Naciones Unidas y en Ginebra.